# Margit Wennmachers

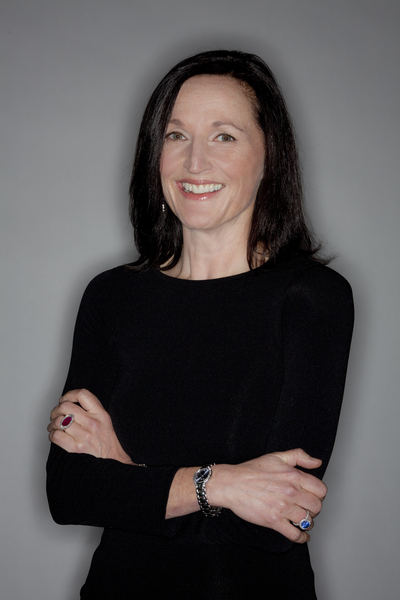
Margit Wennmachers

Margit Wennmachers (* 1965 in Gangelt-Brüxgen) ist eine Unternehmerin. 
Wennmachers machte 1984 ihr Abitur am Gymnasium St. Ursula in Geilenkirchen. In Lippstadt studierte sie Fremdsprachen. Danach arbeitete sie als Sekretärin eines Managers in einem amerikanischen Start-up-Unternehmen. Auf Mallorca, wohin sie umgezogen war, um Spanisch zu lernen, unterrichtete sie Deutsch und Englisch. 1991 wechselte sie in die Vereinigten Staaten ins Silicon Valley in Kalifornien. Dort arbeitete sie vier Jahre als Angestellte, bis sie 1997 ihre eigene Marketing-Agentur gründete. 2007 verkaufte sie diese für über zehn Millionen Dollar. Anschließend stieg sie als Partnerin bei der Investmentfirma Andreessen Horowitz ein. Sie wird in Amerika zur Prominenz gerechnet.
Margit Wennmachers lebt mit ihrer Tochter in San Francisco. Sie hat die deutsche Staatsbürgerschaft abgegeben und die amerikanische angenommen. Derzeit versucht sie, wieder einen deutschen Pass zu bekommen.